# Даґ Джертсен
Даґ Джертсен (англ. Doug Gjertsen, 31 липня 1967) — американський плавець.
Олімпійський чемпіон 1988 року, учасник 1992 року.
Чемпіон світу з водних видів спорту 1991 року.
Переможець Пантихоокеанського чемпіонату з плавання 1989 року.